# Голицына, Анна Александровна (1763)
Княгиня Анна Александровна Голицына, урождённая княжна Грузинская (груз. ანა ალექსანდრეს ასული ბაგრატიონ-გრუზინსკი, 17 августа 1763 года — 11 октября 1842 года) — грузинская царевна, правнучка царя в эмиграции Вахтанга VI.

## Биография
Дочь гвардии капитана царевича Александра Бакаровича Багратион-Грузинского (1726—1791) и княжны Дарьи Александровны Меншиковой (1747—1817), внучки «полудержавного властелина». Воспитывалась в Москве во дворце царя Арчила под руководством родной тетки и бабушки, Анны Георгиевны Грузинской (1706—1780). 

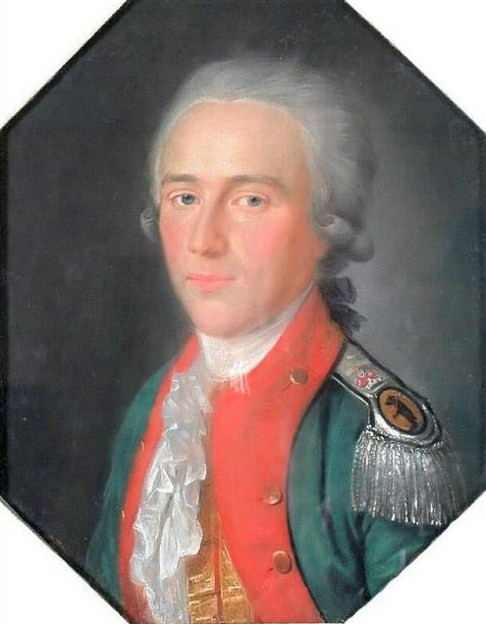
Александр де-Лицын на портрете И. Барду

В июле 1785 года вышла замуж за полковника Александра Александровича де-Лицына (1768—1789), незаконного сына вице-канцлера А. М. Голицына. С началом русско-турецкой войны сопровождала мужа в военных походах. Однако, брак был недолгим. В марте 1789 года де-Лицын умер от ран, полученных под Очаковым. Их дочь Дарья (02.06.1786—23.10.1810) была замужем (с 22 июля 1804 года) за князем Алексеем Ивановичем Долгоруковым (1777—1840); а сын Михаил умер в младенчестве 26 февраля 1792 года; оба похоронены в Донском монастыре.
В 1790 году вышла замуж за князя Бориса Андреевича Голицына (1766—1822), двоюродного брата первого мужа. В 1796 году Голицын был назначен гофмаршалом при дворе цесаревича Константина Павловича, и его семья переехала из Москвы в Петербург. В столице Анна Александровна оказалась в ближайшем окружении императрицы. Сохранились весьма любопытные её письма к князю А. М. Голицыну в Москву за 1796 год, рисующие петербургское общество конца царствования Екатерины II. Они были напечатаны в «Историческом вестнике» в 1887 году.
Княгиня Голицына была одной из первых красавиц своего времени. Будучи женщиной умной, добродетельной и хозяйственной, пользовалась всеобщим уважением и играла большую роль в высшем свете, где была известна под именем «княгиня Борис». Любя празднества и балы, она принимала в своем богатом доме на Миллионной улице весь город. В её же имении, в селе Симы близ Юрьева-Польского, скончался и первоначально был похоронен герой Отечественной войны 1812 года Пётр Иванович Багратион. Была дружна с княжной В. Туркестановой, имя Голицыной часто упоминается в переписке княжны с Кристином.
Умерла 11 октября 1842 года в Петербурге и похоронена в Сергиевской пустыни в церкви Воскресения Христова.

## Дети
В браке имела детей:
- Елизавета Борисовна (1790—1870), с 1808 года супруга сенатора князя Б. А. Куракина (1783—1850). Отличалась религиозностью и перешла в католичество. В минуту религиозной экзальтации сожгла себе руку на жаровне, вследствие чего пришлось сделать ампутацию. Умерла в умопомешательстве.
- Андрей Борисович (1791—1861), флигель-адъютант, генерал-майор, масон, председатель комитета ланкастерских школ. После доносов о масонском заговоре, помещен для расследования в Кегсгольмскую крепость в январе 1831, где находился четыре месяца. Затем выслан из Москвы в 24 часа, удален от службы, жил под надзором полиции в Курской губернии, Новом Осколе, Владимирской губернии. С 1841 разрешено жить, «где пожелает», кроме Москвы и Петербурга. Разорился откупами.
- Александр Борисович (1792—1865), адъютант великого князя Константина Павловича, саратовский губернатор, мемуарист и масон. Был женат с 1817 года на фрейлине Анне Васильевне Ланской (1793—1868), их единственная дочь Зинаида (1818—1845) была замужем за камер-юнкером графом К. К. Толем (1817—1884), сыном известного участника Отечественной войны 1812 года генерала К. Ф. Толя.
- Николай Борисович (1794—1866), полковник, участник войны 1812 года; переводчик, военный историк и музыкант, виртуоз-виолончелист, друг Бетховена.
- Софья Борисовна (1795—1871), фрейлина и кавалерственная дама, была замужем с 1818 года за генерал-лейтенантом К. М. Полторацким (1782—1858).
- Александра Борисовна (1798—1876), фрейлина, с 1820 года замужем за генерал-майором князем С. И. Мещерским (1799—1870).
- Татьяна Борисовна (1797—1869), статс-дама, известная благотворительница, с 1816 года супруга действительного тайного советника А. М. Потёмкина (1787—1872).
- Ирина Борисовна (1800—1802)

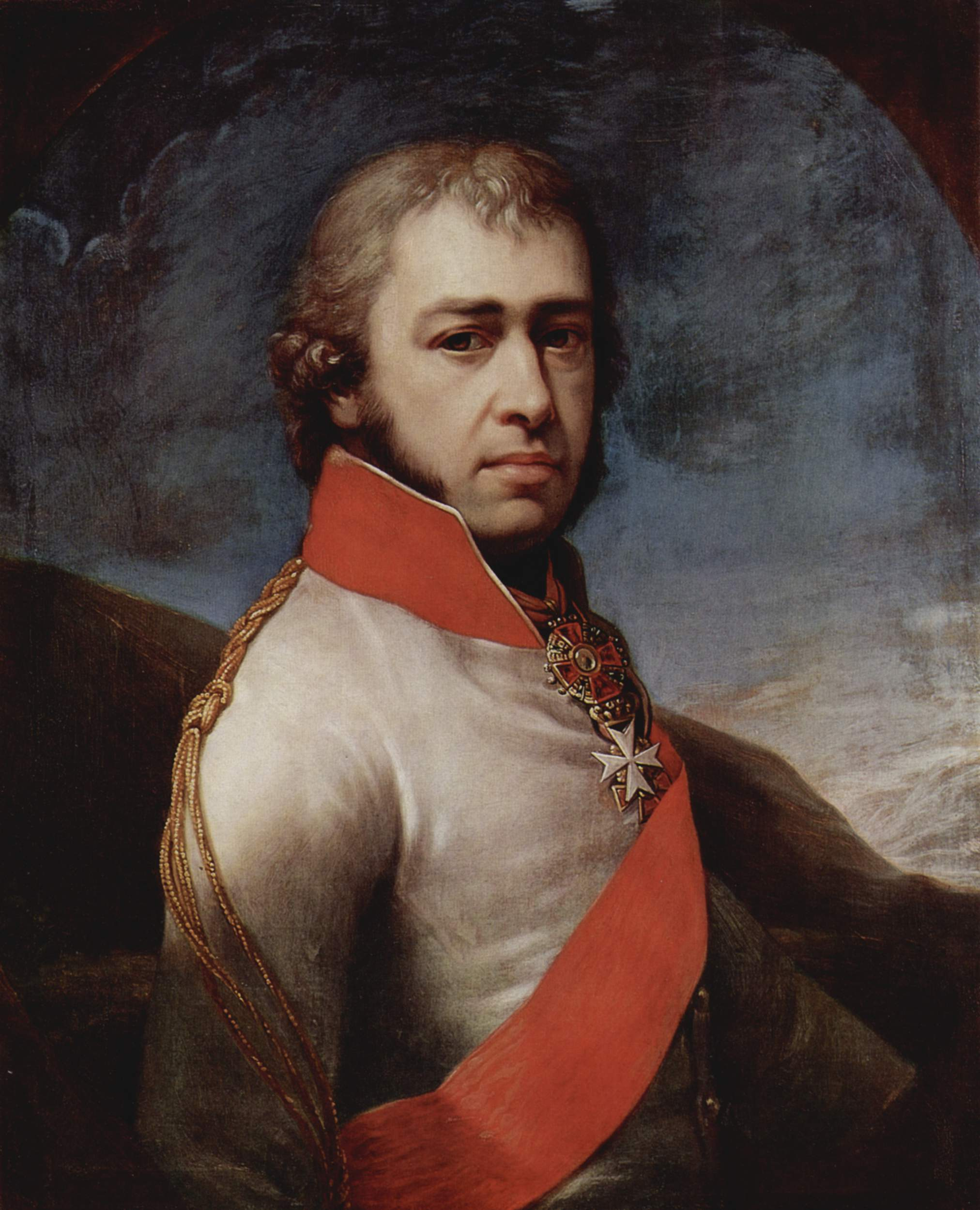
Борис Андреевич, муж
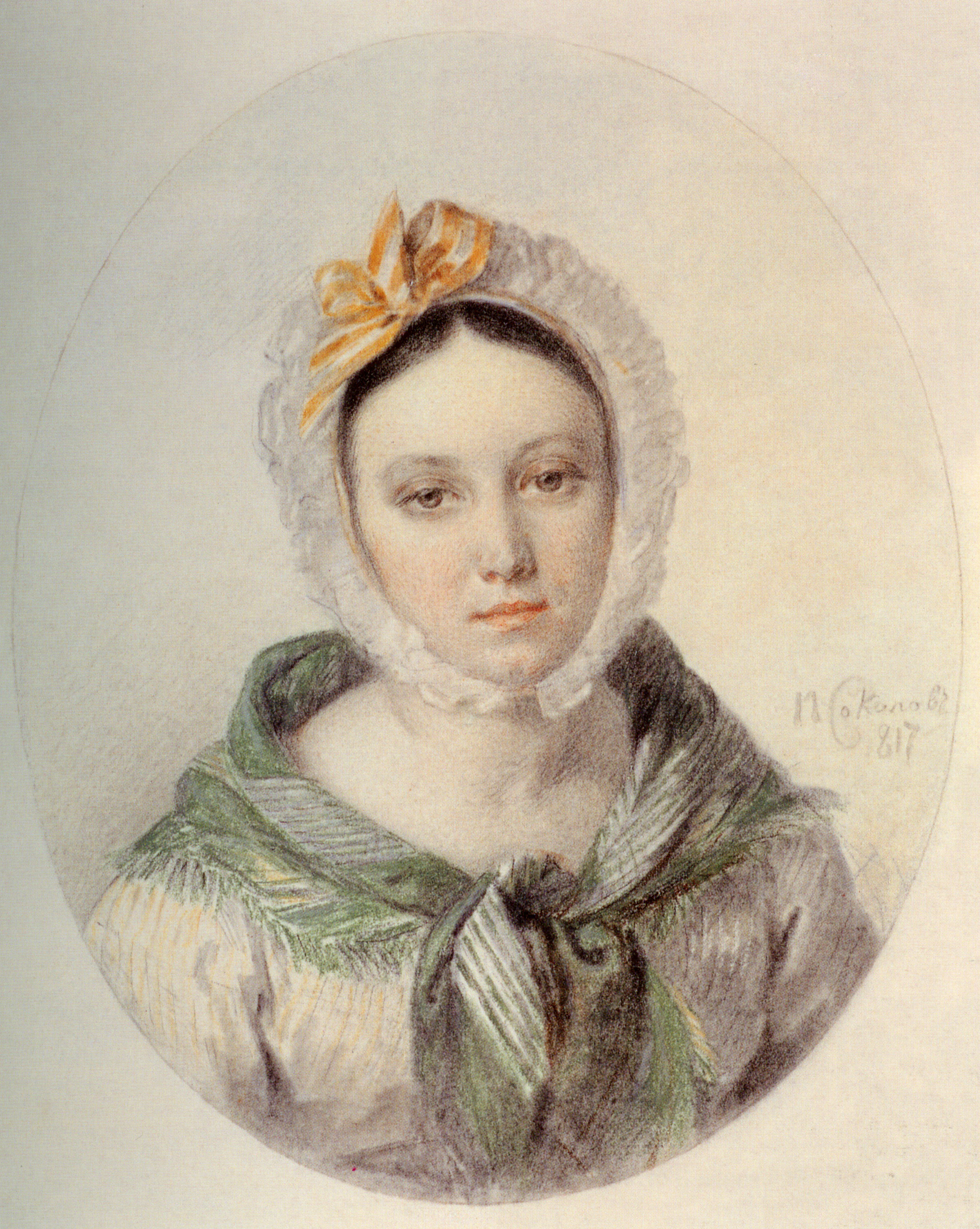
Елизавета Борисовна, дочь
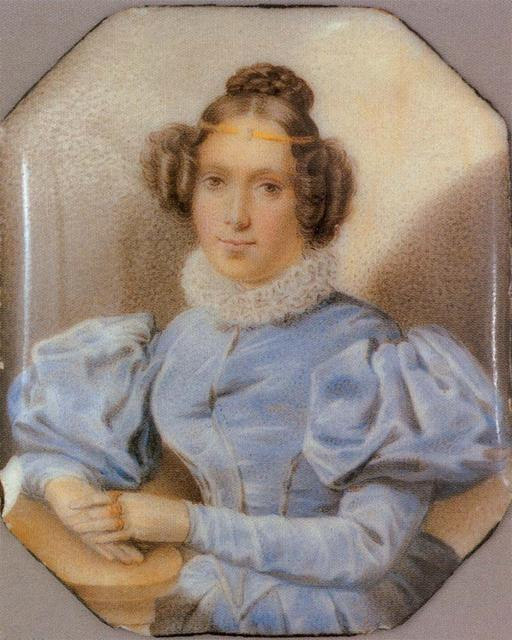
Софья Борисовна, дочь
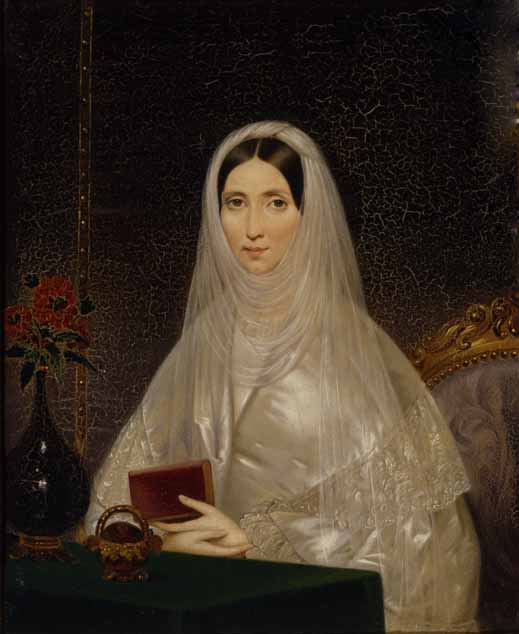
Татьяна Борисовна, дочь